# تاتسونو، ناگانو
تاتسونو، ناگانو (به لاتین: Tatsuno, Nagano) یک منطقهٔ مسکونی در ژاپن است که در استان ناگانو واقع شده‌است. تاتسونو ۱۶۹٫۲۰ کیلومتر مربع مساحت و ۱۹٬۲۳۶ نفر جمعیت دارد.